# Västgöta regemente

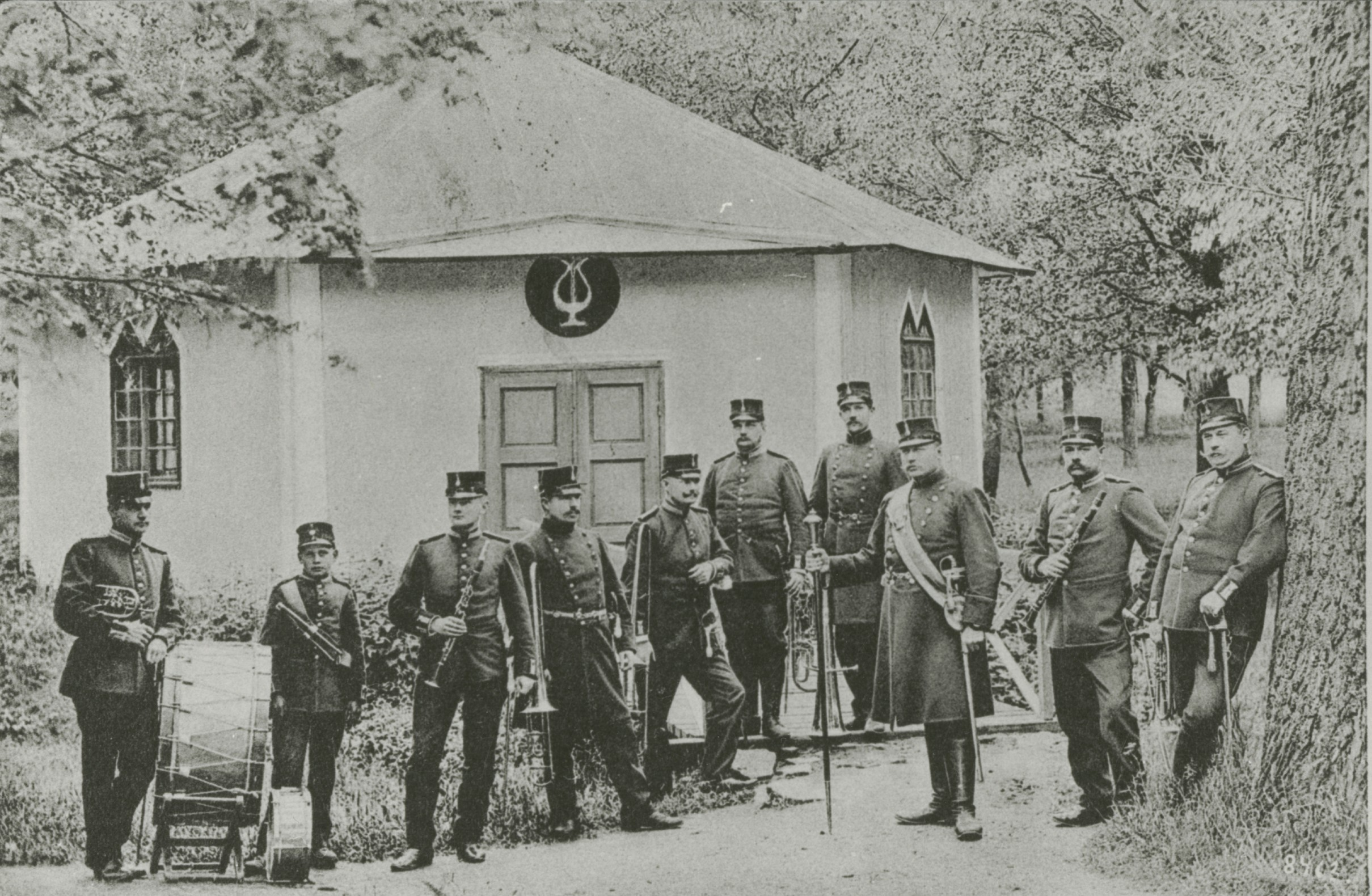
Västgöta regementes musikkår på Axevalla hed. Foto: Werner Lindhe.

Västgöta regemente (I 6) var ett infanteriförband inom svenska armén som verkade i olika former åren 1811–1927. Förbandsledningen var förlagd i Vänersborgs garnison, i stadsdelen Lyckhem i Vänersborg.

## Historia
I 1634 års regeringsform fastställdes den svenska regementetsindelningen, där det angavs att armén skulle bestå av 28 regementen till häst och fot, med fördelningen av åtta till häst och 20 till fot. De indelta och roterande regementena namngavs efter län eller landskap, medan de värvade regementena uppkallades efter sin chef. Regeringsformen angav Västgöta dragonregemente som det tredje kavalleriregementet i ordningen. Dock blev det ett nummer som aldrig användes, annat än för att ange regementets plats, enligt den då gällande rangordning.
Enligt ett kungligt brev Västgöta dragonregemente blev regementet ett infanteriregemente från den 19 mars 1811. Ändringen var avsedd som tillfällig och begränsad till 30 år, men kom att kvarstå under regementets fortsatta tillvaro.
I samband med att Västgöta dragonregemente överfördes från kavalleriet till infanteriet, antogs namnet Västgöta regemente. Den rangordning som hade fastställts i 1634 års regeringsform kom dock att börja halta och skapa luckor efter freden i Fredrikshamn den 17 september 1809, då Finland tillföll Ryssland och de svenska regementen i Finland upplöstes. Därmed fanns det ett behov med att skapa ett nytt system. Under kronprins Karl Johans tid infördes 1816, efter fransk förebild, ett nytt numreringssystem, där de svenska regementen tillfördes ett officiellt ordningsnummer, till exempel № 6 Västgöta regemente. Till grund för numreringen låg inte bara ett regementes status, utan också de svenska landskapens inbördes ordning, samt att Svealand, Götaland och Norrland skulle varvas. De lägsta ordningsnumren tilldelades "liv- och hus- trupperna". Dessa nummer hade dock ingenting med rangordningen att göra, vilket bland annat framgår av gamla förteckningar där infanteri- och kavalleriförband är blandade just med hänsyn till rang och värdighet.
I samband med 1914 års härordning justerades 1914 samtliga ordningsnummer inom armén. För Västgöta regemente innebar det att regementet blev tilldelad beteckningen I 6. Justeringen av beteckningen gjordes för att särskilja regementen och kårer mellan truppslagen. Det med bakgrund till att namn och nummer som till exempel № 3 Livregementets grenadjärkår och № 3 Livregementets husarkår kunde förefalla egendomliga för den som inte kände till att förbanden ifråga tillhörde skilda truppslag.
Genom försvarsbeslutet 1925 angavs att Västgöta regemente tillsammans med Bohusläns regemente skulle från den 1 januari 1928 sammanföras till ett nytt regemente, benämnt Västgöta-Bohus regemente. Västgöta-Bohus regemente skulle samtidigt överta Västgöta regementes förläggning i Vänersborg. Vid 1926 års riksdag ändrades dock beslutet till att regementet skulle förläggas till Uddevalla. Västgöta-Bohus regemente blev inte verklighet, då Bohusläns regemente kvarstod som namn på regementet i Uddevalla. Förbandsbeteckning I 6 kom dock att leva vidare, då Norra skånska infanteriregementet från den 1 januari 1928 tilldelades den som ny förbandsbeteckning. I försvarsbeslutet angavs att de regementen som skulle avvecklas, skulle avvecklas efter repetitionsövningarna hösten 1927. Den 4 oktober 1927 hölls en avvecklingsceremoni och den 31 december 1927 halades flaggan på regementet för sista gången och regementet var därmed avvecklat. 
Även om försvarsbeslutet angav att regementet skulle sammanslås med Bohusläns regemente, kom flertalet av de som tjänstgjorde vid Västgöta regemente att förflyttas till Skaraborgs regemente. Att Västgöta regemente blev ett av de regementen som avvecklades genom försvarsbeslutet får nog ses mot bakgrund av att det låg i en triangel mellan Bohusläns regemente i Uddevalla, Skaraborgs regemente i Skövde och Älvsborgs regemente i Borås, vilka samtliga tre hade ett avstånd på cirka 100 kilometer mellan sig. Vidare ansågs etablissementet i Uddevalla ha fler övervägande fördelar jämfört med Vänersborg.

## Ingående enheter
Genom 1901 års härordning fastställdes att tillgång till trupp skulle regleras genom allmän värnplikt, vilket bland annat resulterade i att infanteriregementena utökades med en bataljon och kom att omfatta tre infanteribataljoner. I samband med krigsutbrottet 1914 fastställdes försvarsbeslutet 1914, vilket bland annat medförde att linjeregementet I 6 organiserades och mobiliserades. I likhet med övriga infanteriregementen skulle också ett reservregemente sättas upp, dock kom dessa aldrig att mobiliseras. Vidare infördes en brigadorganisation inom armén, där två infanteriregementen bildade en brigad. I 6 tillsammans med I 17 bildade 6. infanteribrigaden, ingående i III. arméfördelningen.

### 6.infanteribrigaden
6. infanteribrigaden var en infanteribrigad inom III. arméfördelningen som verkade åren 1915–1927 och bestod av Västgöta regemente och Bohusläns regemente.

### Kompanier
| 1811 1. Livkompaniet 2. 1:e majorens kompani 3. Älvsborgs kompani 4. Barne kompani 5. Överstelöjtnantens kompani 6. 2:e majorens kompani 7. 3:e majorens kompani 8. Vartofta kompani | 1836 1. Livkompaniet 2. Laske kompani 3. Älvsborgs kompani 4. Barne kompani 5. Kåkinds kompani 6. Vadsbo kompani 7. Gudhems kompani 8. Vartofta kompani |

## Förläggningar och övningsplatser

### Förläggning

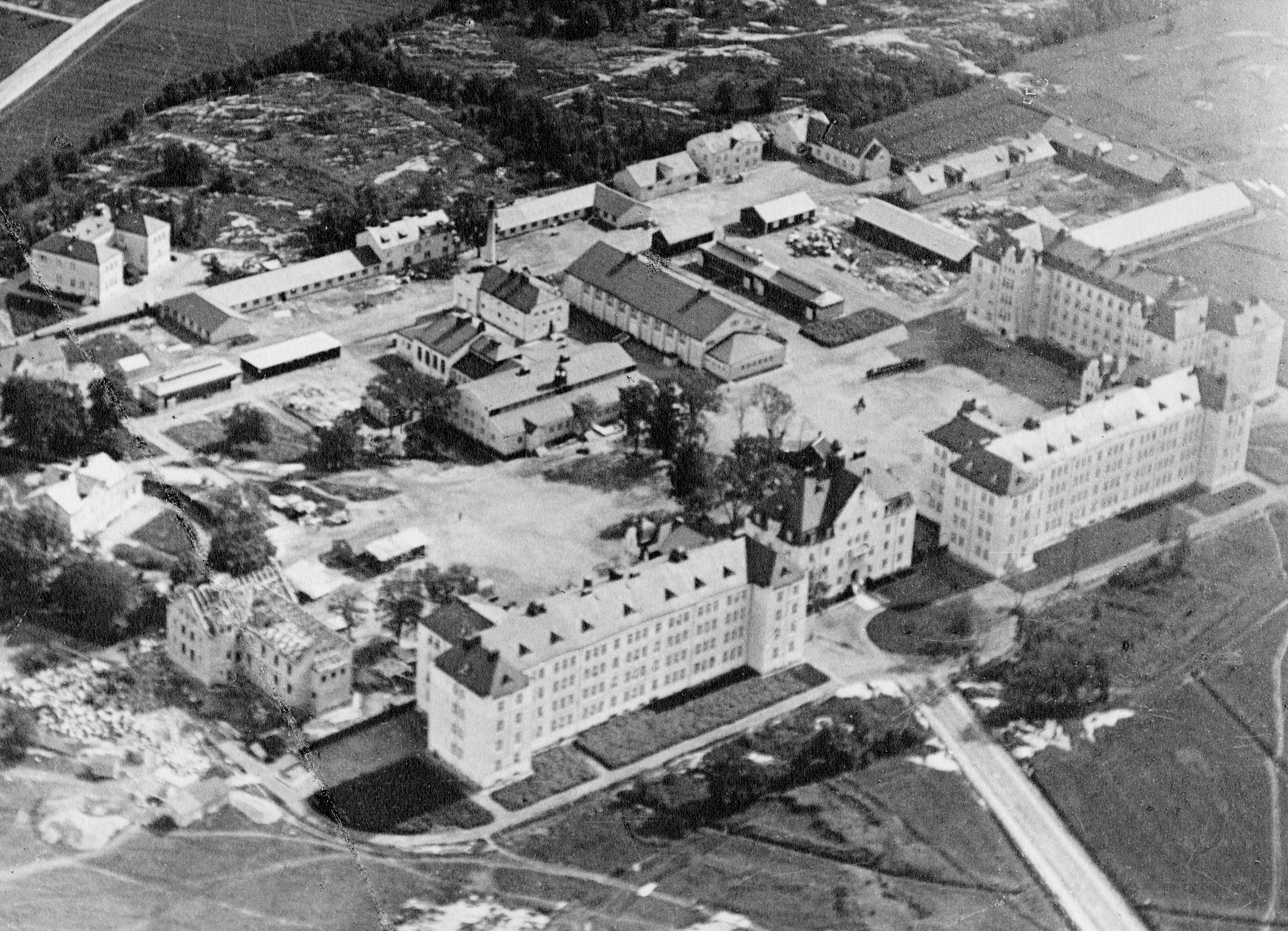
Flygbild över kasernetablissementet i Vänersborg

Regementet skulle i december 1916 få ny hemort, det hade samlats och vapenövats på mötesplatsen vid Axevalla hed under längre tid, då det 1906 beslutades att förlägga regementet till Vänersborg i syfte att få fart på stadens långsamma utveckling, men även som en kompensation för att Västgöta-Dals regemente, som haft sin mötesplats på Grunnebo hed med expedition i Vänersborg, omlokaliserats till Halmstad. I gengäld fick staden upplåta Holmängen och landerierna Källshagen och Niklasberg till regementet för dess kaserner och skjutbanor. 
Den 15 december 1916 stod det nya kasernetablissemanget färdigt och regementet flyttade in på området, vilket bestod av ett kanslihus, tre bataljonskaserner, kök och matsal, gymnastikhall, förrådsbyggnader, stall, sjukhus och bostäder för underofficerare. Arkitekten Victor Bodin utarbetade ritningarna som utgick från Kasernbyggnadsnämndens första typritningsserie i 1901 års häradsordnings byggnadsplan. Totalt hade regementet en kapacitet att förlägga och utbilda drygt 3.000 värnpliktiga.
Efter att regementet hade avvecklats öppnades Källhagens sinnessjukhus den 1 juli 1930 inom de tidigare kasernerna. Sjukhuset bytte 1971 namn till Norra klinikerna. Under september och oktober 1982 revs C-kasernen, vilken låg i vinkel med övriga kasernerna. År 1983 bytte sjukhuset namn till Norra sjukhemmet. Genom psykiatrireformen 1988 lades sjukhusverksamheten ned och området stod sedan tomt ett par år. År 1992 hade området renoverats till lägenheter, kontor och skola.

### Övningsplatser
Regementet övades från 1689 på Eggby ängar, öster om Skara och från 1745 på Axevalla hed, mellan Skara och Skövde. Förbandets klassiska övningsplats var Axevalla hed, där kasernbyggnaderna har övertagits av Axevalla folkhögskola, men blev senare förlagt i Vänersborg.

## Heraldik och traditioner
Traditionerna över regementet kom från den 1 januari 1928 att föras vidare och förvaltas av Skaraborgs regemente. Den skolbataljon som fanns vid Stridsskola Syd, Wästgöta bataljon, vårdade tillsammans med dess kompanier, Laske och Gudhem kompani, de traditioner som Skaraborgs regemente ärvde.

### Förbandsfanor
Regementets fana "på duk ginstyckad i svart och gult i en runt fält Västergötlands vapenbild i omvända tinkturer; ett upprest lejon åtföljt i övre yttre och nedre inre hörnet av en stjärna av silver. Segernamn runt skölden". Regementet mottog sina två sista fanor den 17 november 1854, vilka överlämnades av kronprinsen, senare kung Carl XV. Efter att regementet avvecklades överlämnades fanorna till 3. arméfördelningens expedition i Skövde. 

### Kamratförening
I samband med att Västgöta regemente avvecklades och upplöstes bildades Kungl. Västgöta regementes kamratförening. Föreningen hade till syfte att främja sammanhållning och kamratskap utan avseende på tjänstegrad och tjänsteställning, att tillvarataga och vårda regementets traditioner och minnen, att bibehålla knutna kamratband och att högtidlighålla bemärkelsedagar i regementets historia. År 1977 upplöstes kamratföreningen och uppgick istället i Skaraborgs regementes kamratförening som då också blev traditionsbevarare för Västgöta regemente.

## Förbandschefer
Regementschefer verksamma vid regementet åren 1811–1927.

- 1811–1824: Gustaf Magnus Adlercreutz
- 1824–1842: August Carl von Platen
- 1842–1858: Birger von Hall
- 1858–1868: Eric Gustaf Lilliehöök
- 1868–1872: Eric Hjalmar Hagberg
- 1872–1887: Malcolm Walter Hamilton
- 1887–1896: Carl Wilhelm Ericson
- 1896–1904: Axel von Matern
- 1904–1912: Erik Bergström
- 1912–1913: Anders Erik Werner
- 1913–1922: Hugo Leonard Leth
- 1922–1927: Ernst Nils David af Sandeberg

## Namn, beteckning och förläggningsort
| Kungl. Västgöta regemente | 1811-03-19 | – | 1927-12-27 |
| Avvecklingsorganisation   | 1928-01-01 | – | 1928-03-31 |

| № 6 | 1816-10-01 | – | 1914-09-30 |
| I 6 | 1914-10-01 | – | 1927-12-27 |

| Axevalla hed (M)         | 1811-03-19 | – | 1916-12-14 |
| Vänersborgs garnison (F) | 1916-12-15 | – | 1928-03-31 |

## Galleri

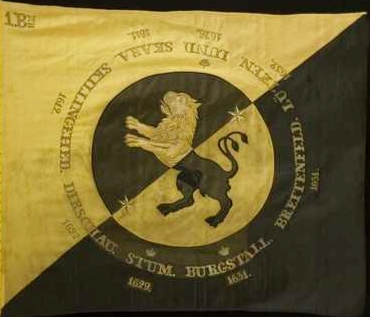
Fana m/1850, för Västgöta regementes 1. bataljon.
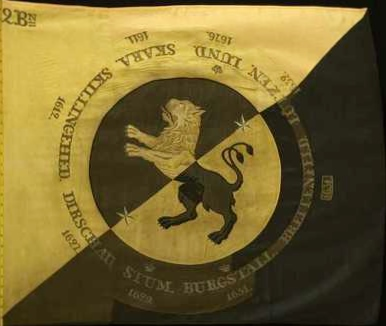
Fana m/1850, för Västgöta regementes 2. bataljon.
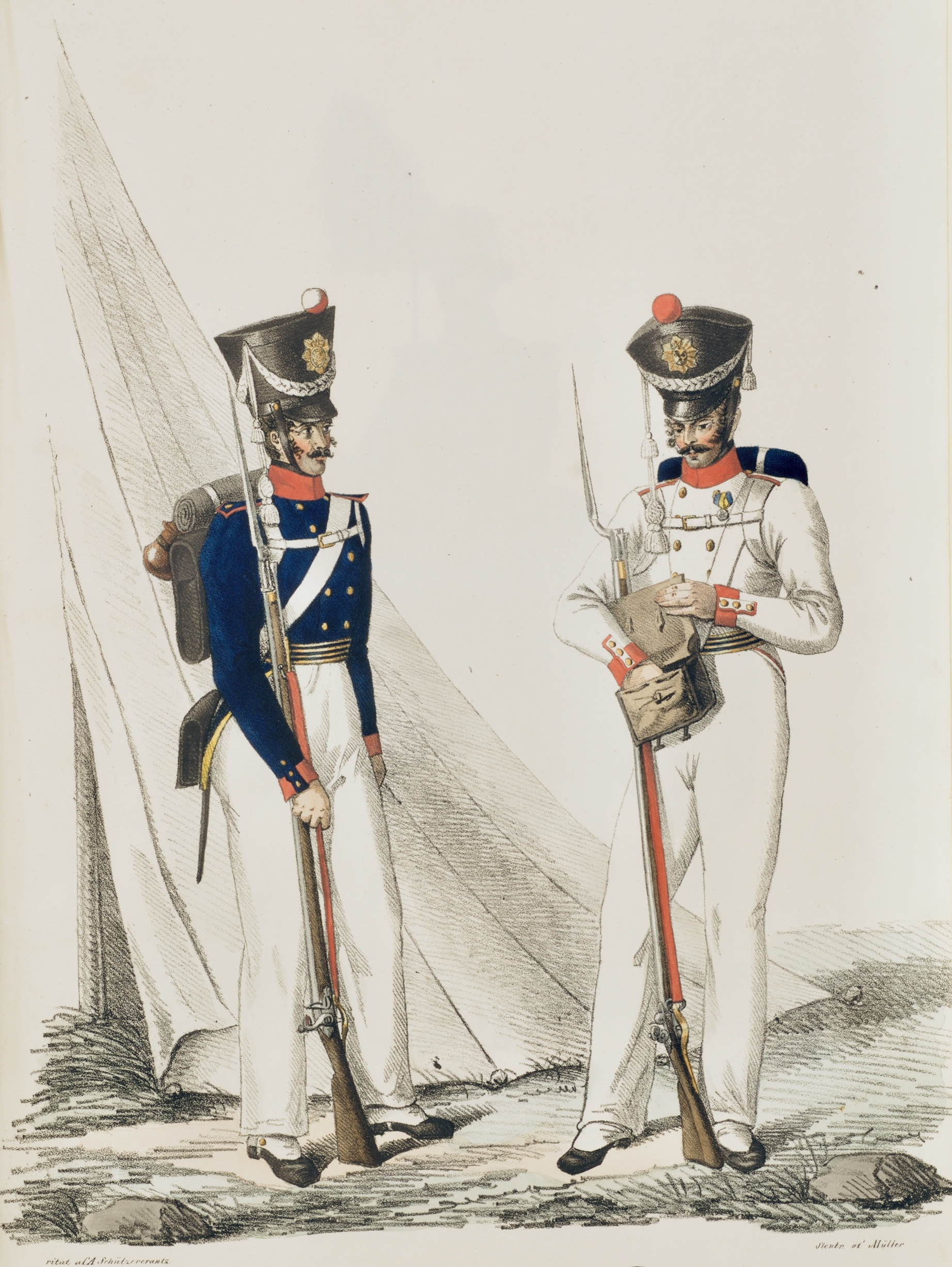
Uniformer för infanteriet och Västgöta regemente (till höger) cirka 1825.
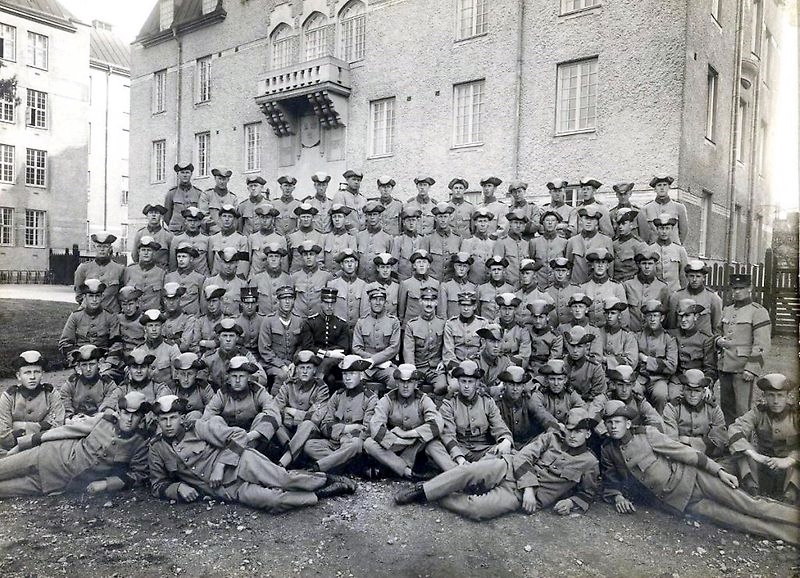
De sista värnpliktiga på regementet år 1927.
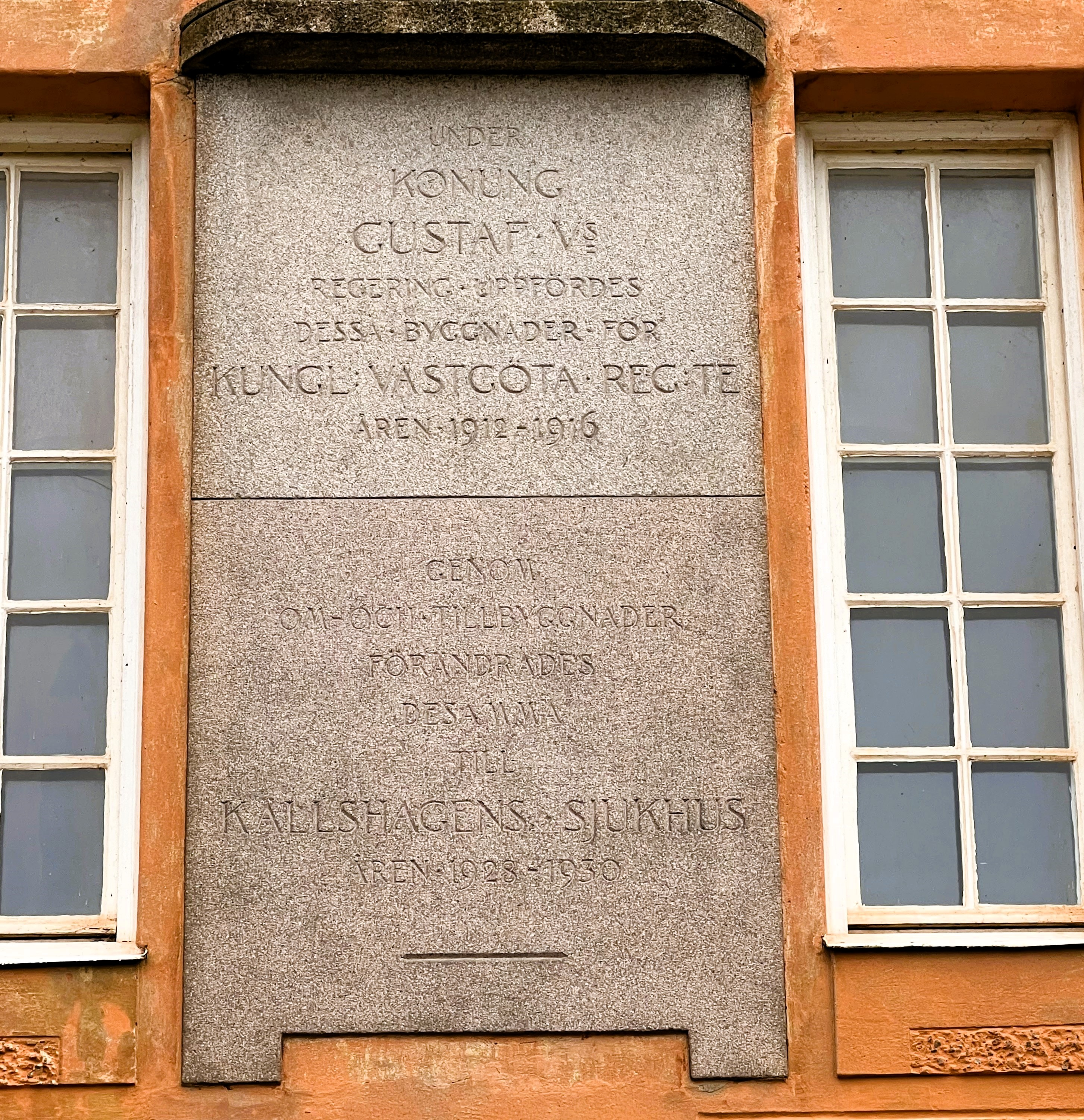
Minnesskylt över kasernetablissement.
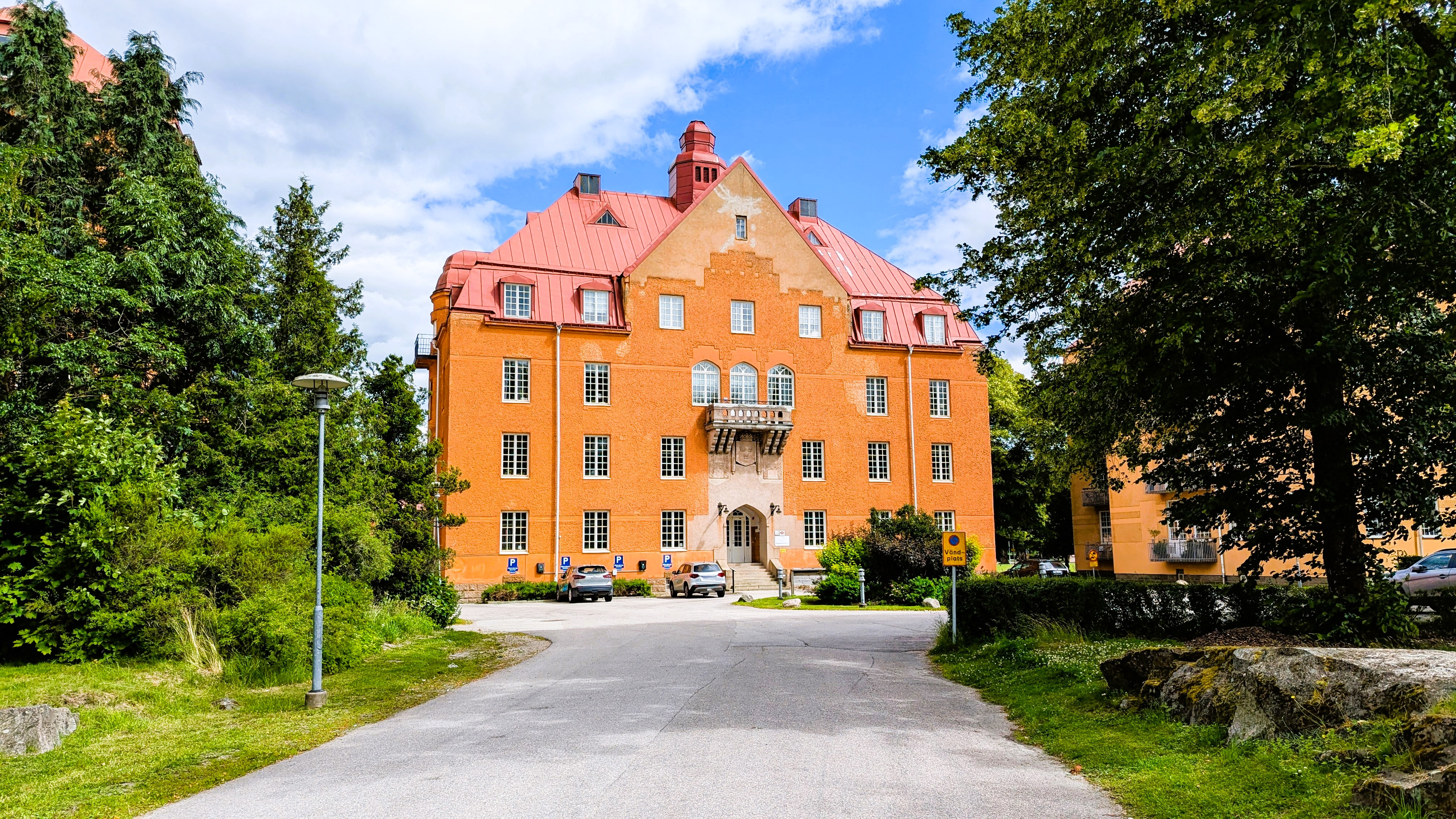
Kanslihuset vid kasernetablissementet.
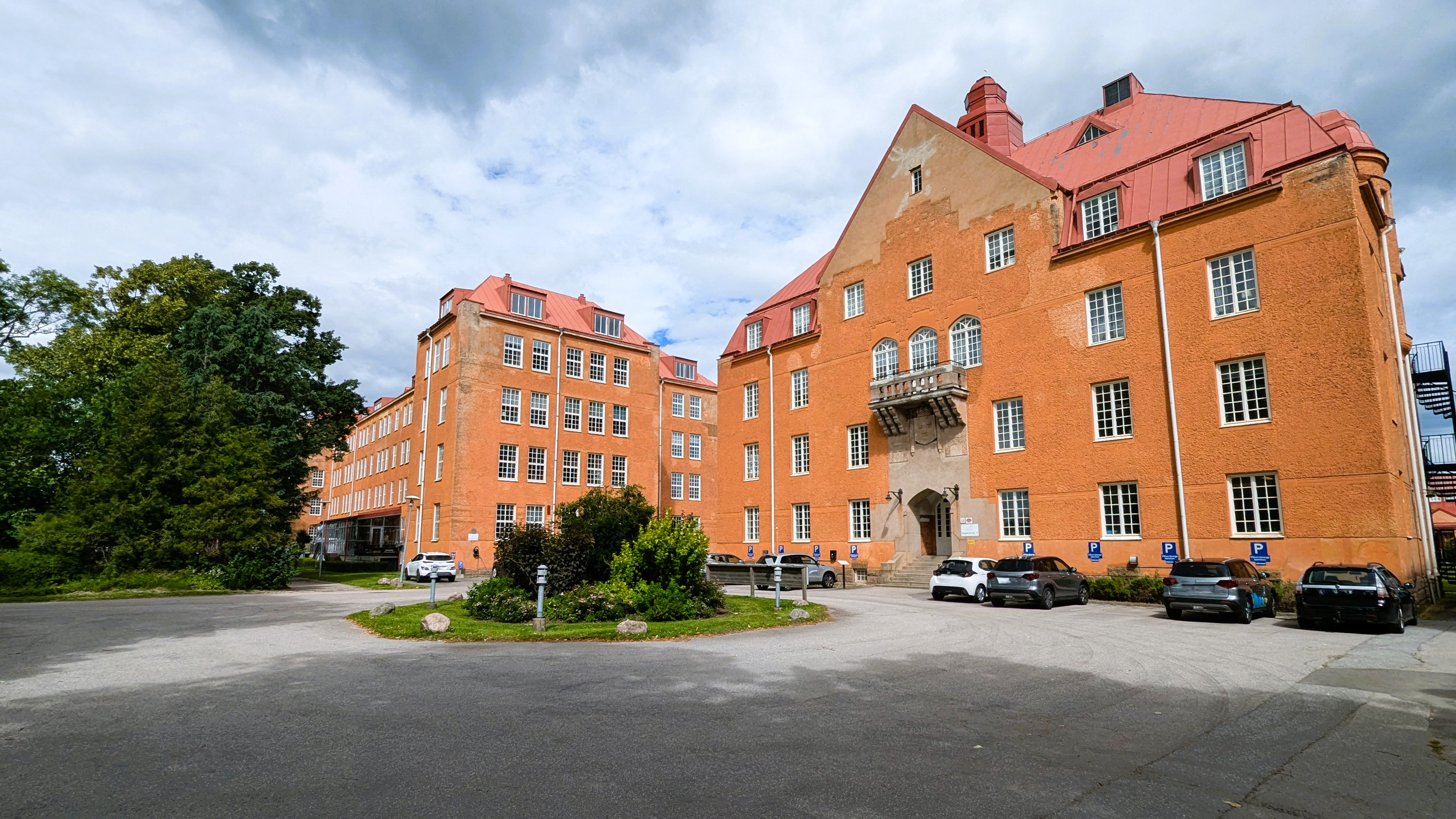
Kanslihuset flankerat av A-kasernen vid Västgöta regementes kasernetablissement.
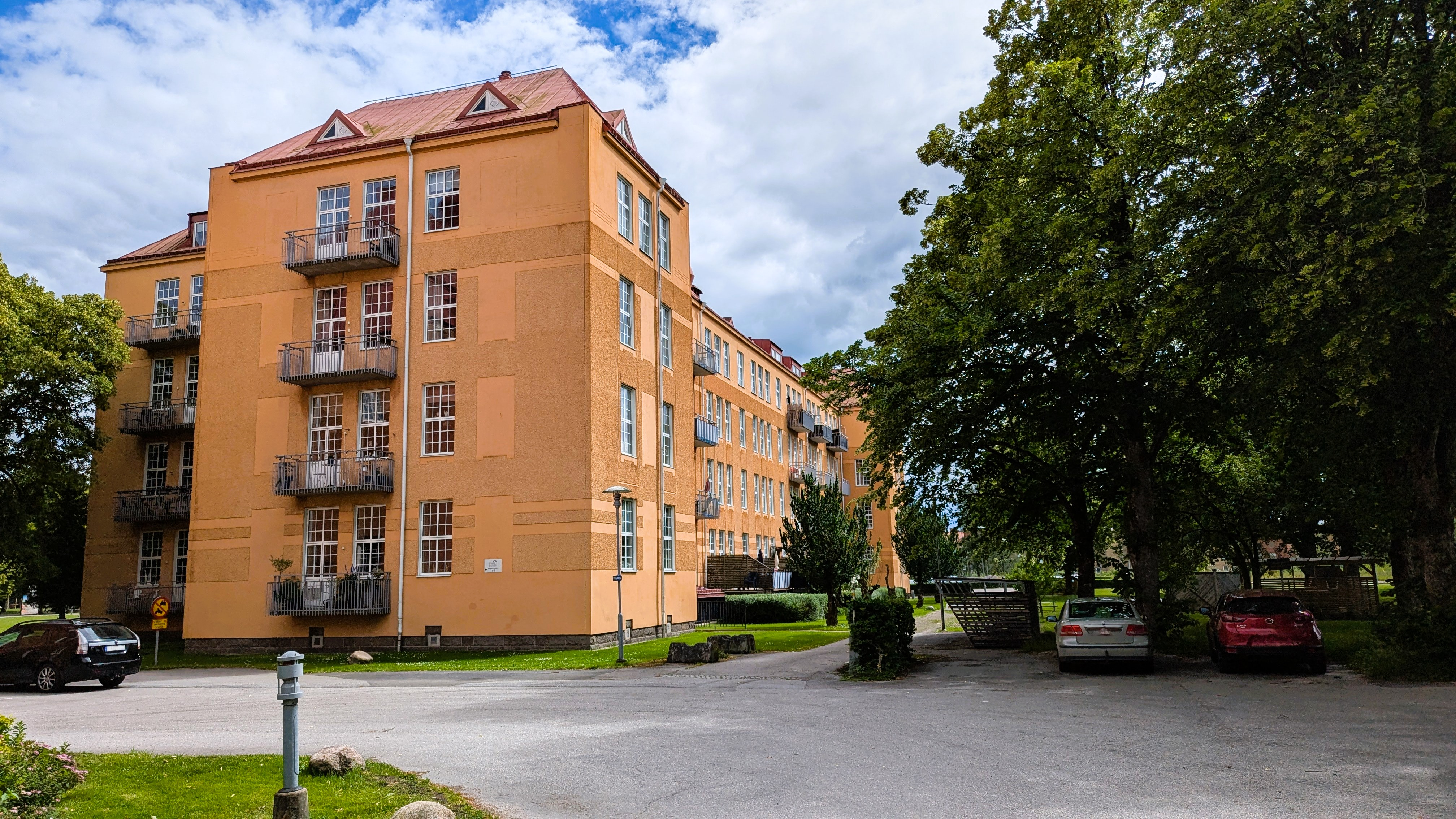
B-kasernen vid Västgöta regementes kasernetablissement.
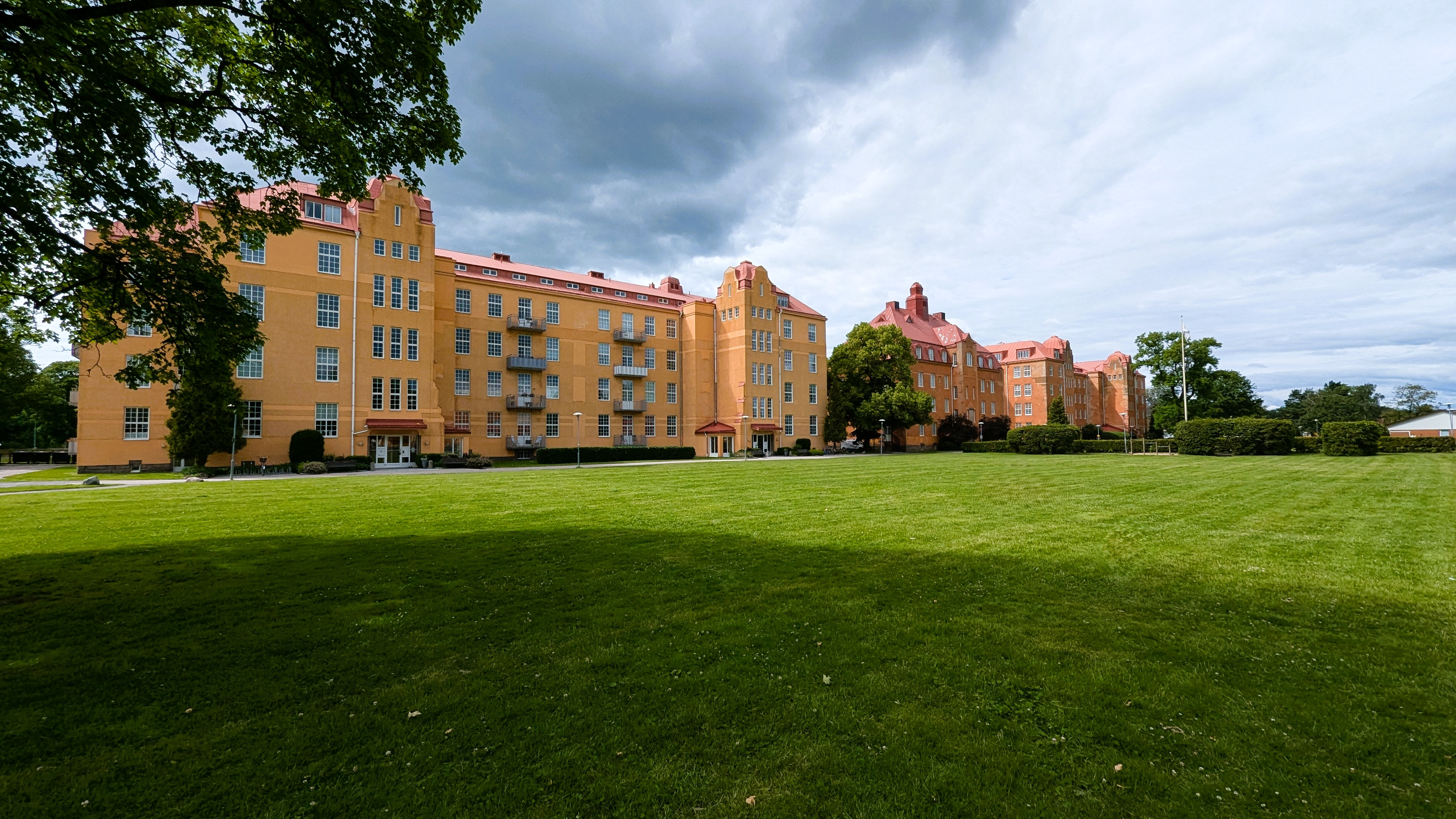
Kanslihuset flankerat av A- kasernen (längst bort i bild) och B-kasernen (närmst i bild) vid Västgöta regementes kasernetablissement i Vänersborg.
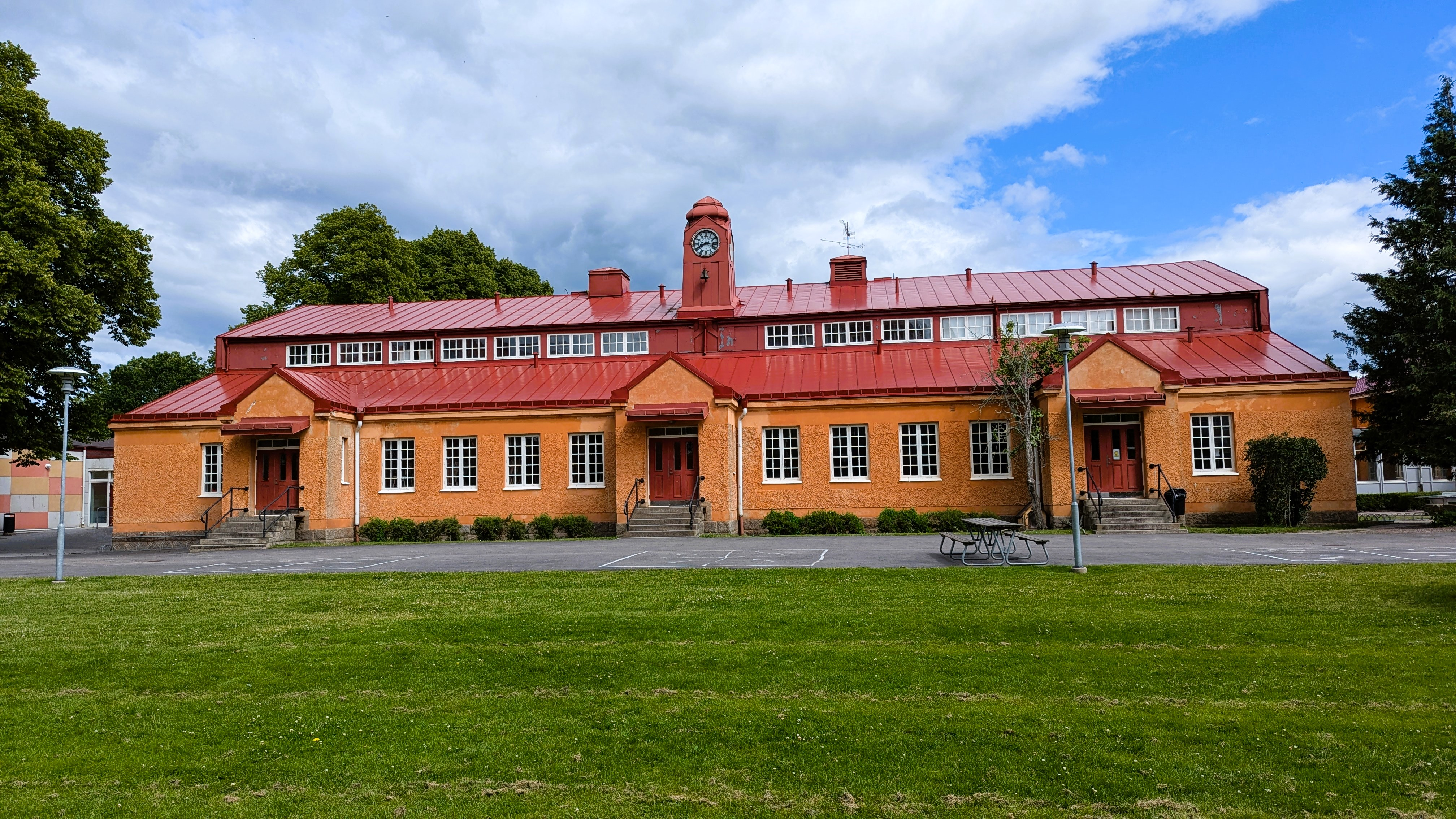
Matsalsbyggnaden vid Västgöta regementes kasernetablissement i Vänersborg.
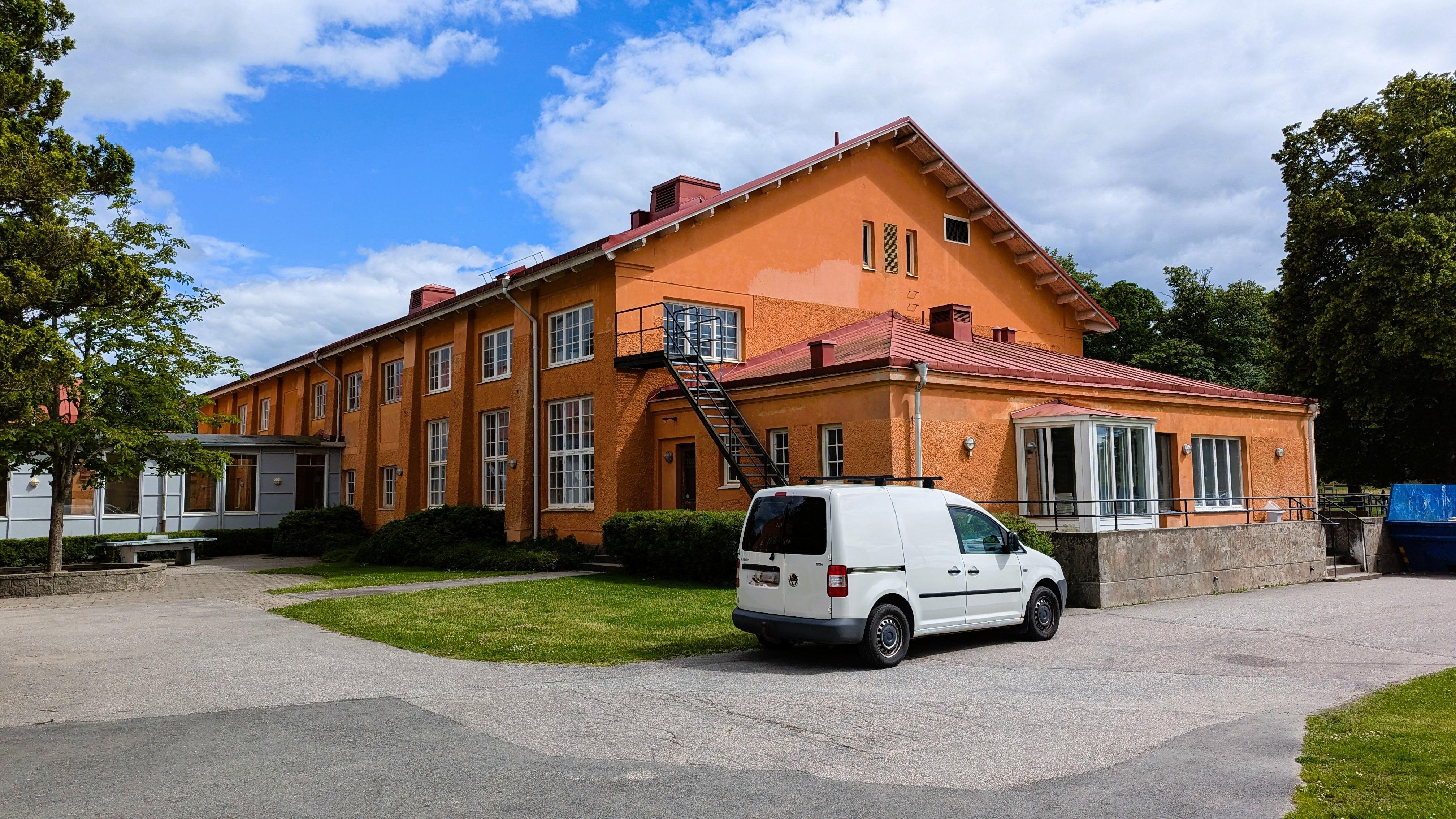
Idrottshallen vid Västgöta regementes kasernetablissement i Vänersborg.
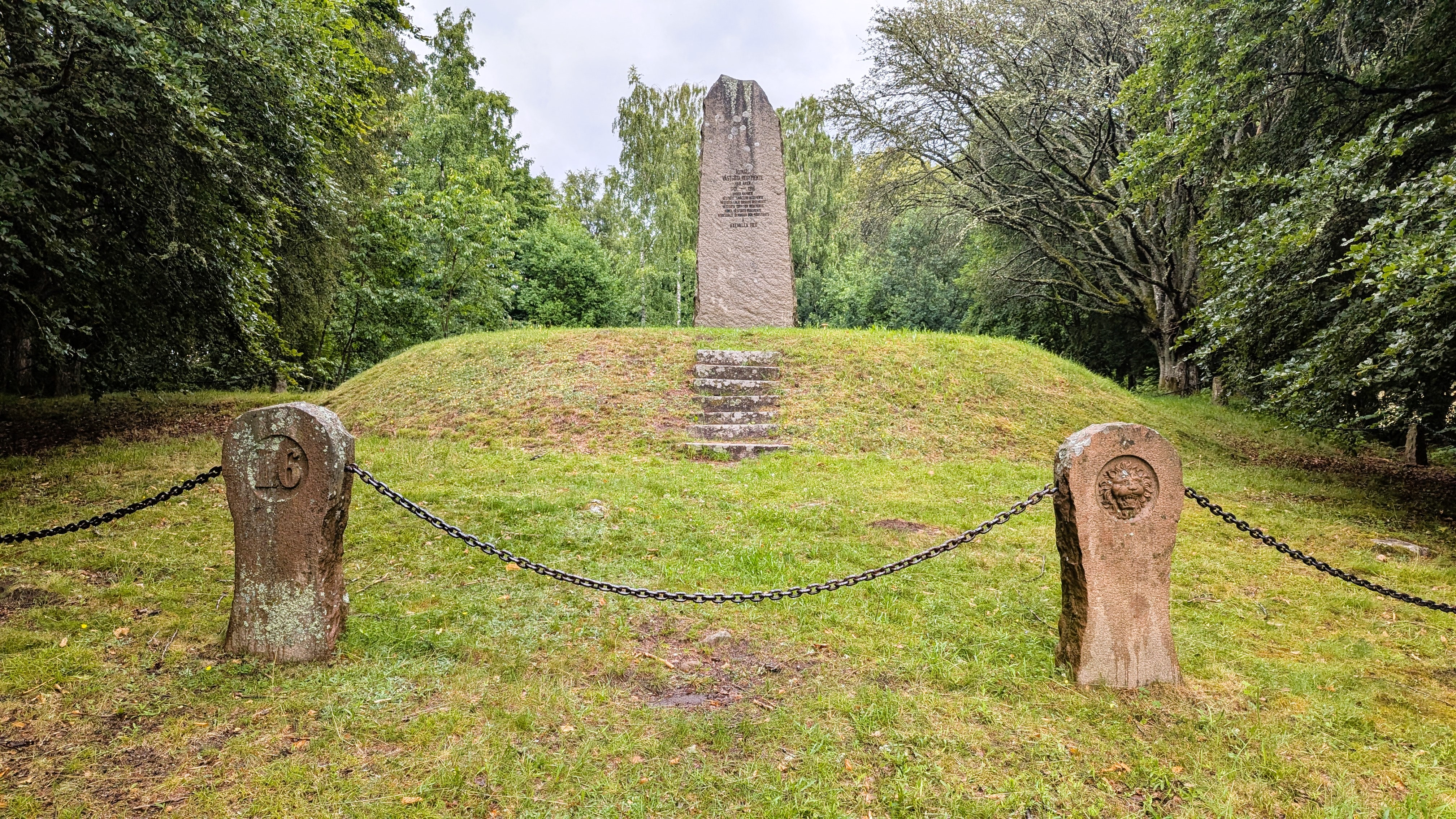
Minnessten över regementets verksamhet på Axevalla hed.
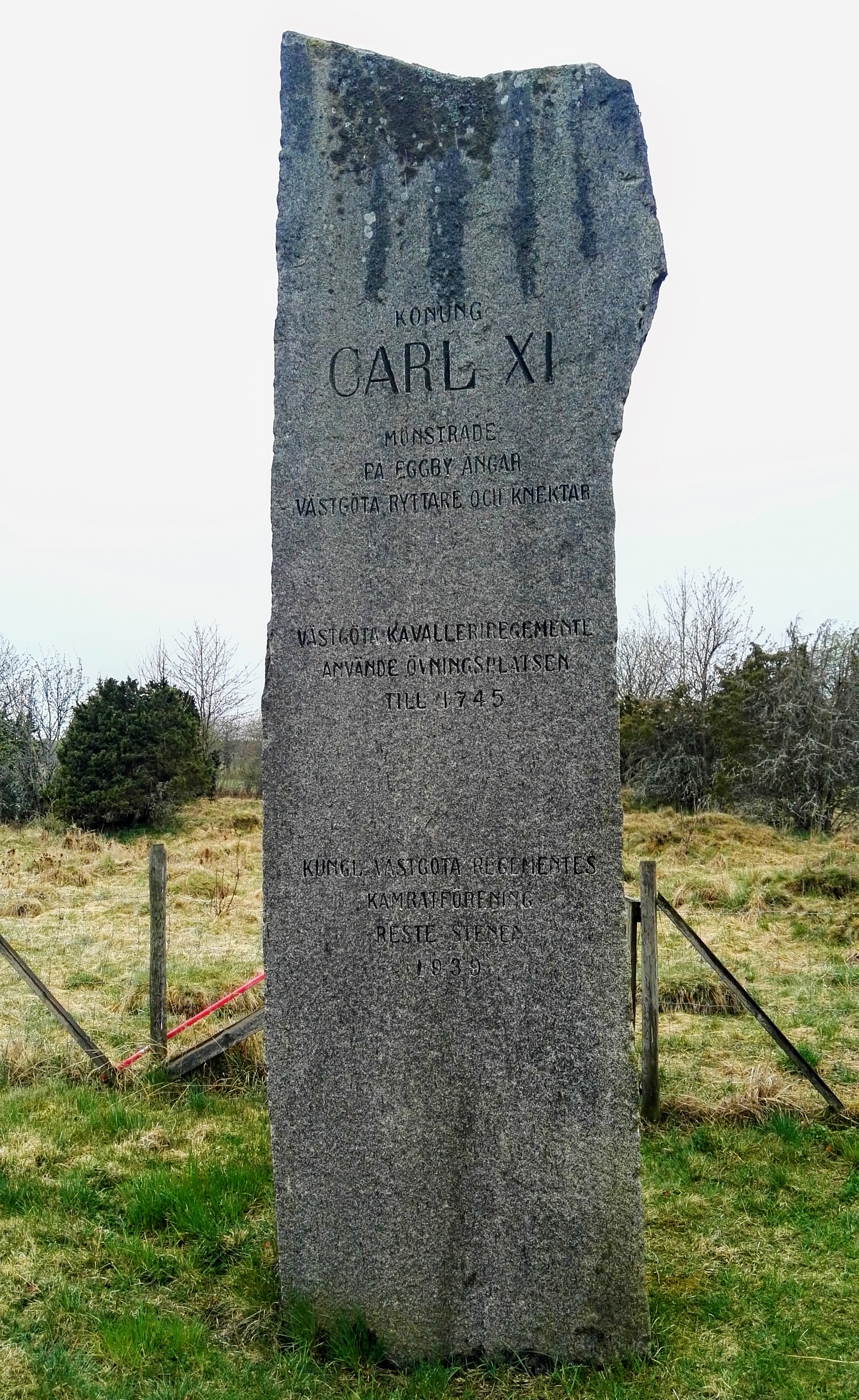
Minnessten över regementets verksamhet på Eggby ängar.